# Pecore nere (film)
Pecore nere (Die Halbstarken) è un film drammatico del 1956 diretto da Georg Tressler. Successo di pubblico, contribuì a lanciare nel firmamento cinematografico la stella di Horst Buchholz e e sancì l'esordio di Karin Baal. Il film fu anche un importante film di rottura nella cinematografia tedesca del periodo, grazie al suo realismo e alla focalizzarsi su tematiche coeve e controverse quali i conflitti generazionali nella Germania post-bellica.